# Walter Hasenclever
Pour les articles homonymes, voir Hasenclever.
Walter Hasenclever, né le 8 juillet 1890 à Aix-la-Chapelle et mort le 21 juin 1940 au camp des Milles, est un écrivain expressionniste allemand.

## Biographie
Walter Hasenclever est le fils de Carl Georg Hasenclever, médecin, et de son épouse, Mathilde Anna Reiss ; il est aussi le neveu de Georg Hasenclever (de), homme politique d'Aix-la-Chapelle. Après son abitur, il commence des études de jurisprudence à Oxford puis à Lausanne. Pendant ses études à Leipzig (de 1909 à 1914), il s'intéresse à la littérature et à la philosophie. En 1910, il publie son premier recueil de poèmes Städte, Nächte und Menschen. En 1914, la pièce Der Sohn est le premier grand drame expressionniste. Un extrait de Tod und Auferstehung (Mort et Résurrection), Jaurès Auferstehung (Résurrection de Jaurès), est traduit par Ivan Goll dans Le Cœur de l'ennemi, édition Les humbles (Paris) 1919.
Son enthousiasme pour la guerre - qui le pousse à s'engager volontairement - devient vite une abjection pour celle-ci. Il simule une souffrance psychique et est retiré en 1917. La même année, il reçoit le Prix Kleist pour sa propre adaptation du drame d'Antigone.
En 1924, il rencontre Kurt Tucholsky. En plein succès, il publie les comédies Ein besserer Herr en 1926 et Ehen werden im Himmel geschlossen en 1928.
Après la prise du pouvoir par les Nazis, ses œuvres sont interdites et retirées des bibliothèques après les autodafés. Hasenclever part en exil à Nice. En 1934, il épouse Edith Schäfer. Il perd la nationalité allemande en 1938. Durant la Seconde Guerre mondiale, il est « étranger ennemi » et interné à ce titre deux fois en France. Après la défaite de la France, il se suicide dans la nuit du 21 au 22 juin 1940 en absorbant une forte dose de véronal pour ne pas tomber entre les mains des Nazis. Sa tombe se trouve dans le cimetière Saint-Pierre à Aix-en-Provence.

## Œuvre

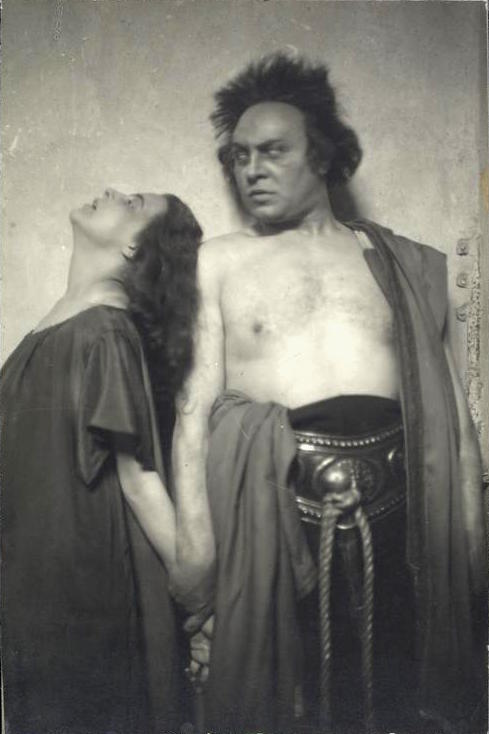
Photographie de la pièce Antigone mis en scène par Max Reinhardt.

- Nirwana. Eine Kritik des Lebens in Dramaform, 1909
- Städte, Nächte, Menschen (poésie), 1910
- Der Jüngling (poésie), 1913
- Der Retter (poésie dramatique), 1916
- Der Sohn (drame), 1914
- Tod und Auferstehung (poésie), 1917
- Antigone (tragédie), 1917
- Die Menschen (théâtre), 1918
- Die Entscheidung (comédie), 1919; version numérique conservée dans les Collections numériques de l'Université de Bielefeld
- Der politische Dichter (poésie et prose), 1919
- Die Mörder sitzen in der Oper, 1917
- Antigone, 1917
- Die Pest (scénario), 1920
- Jenseits (drame), 1920; version numérique
- Gedichte an Frauen, 1922
- Gobseck (drame), 1922; version numérique
- Mord (drame), 1926
- Ein besserer Herr (comédie), 1926
- Ehen werden im Himmel geschlossen (drame), 1928
- Napoleon greift ein (drame), 1929 (La Dernière Offensive de Napoléon, pièce jouée à Broadway en 1933 dans une adaptation titrée Her Man of Wax)
- Christoph Kolumbus oder die Entdeckung Amerikas (comédie), avec Kurt Tucholsky, 1932
- Münchhausen (comédie), 1934
- Konflikt in Assyrien (comédie), 1938/39

Œuvre en français
- Impossible asile, trad. de Die Rechtlosen par Jean Ruffet (et préface) ; avant-propos de Stéphane Hessel, Éd. de l'Aube, 1998